# HMS Javelin (F61)
HMS Javelin (F61) là một tàu khu trục lớp J được Hải quân Hoàng gia Anh Quốc chế tạo vào cuối những năm 1930. Javelin đã phục vụ cho đến hết Chiến tranh Thế giới thứ hai,và bị bán để tháo dỡ vào ngày 11 tháng 6 năm 1949

## Thiết kế và chế tạo
Javelin được đặt hàng vào ngày 25 tháng 5 năm 1937. Nó được đặt lườn tại xưởng tàu của hãng John Brown and Company Ltd. ở Clydebank, Scotland vào ngày 11 tháng 10 năm 1937, được hạ thủy vào ngày 21 tháng 12 năm 1938 và nhập biên chế cùng Hải quân Hoàng gia Anh vào ngày 10 tháng 6 năm 1939.

## Lịch sử hoạt động
Trong cuộc Triệt thoái Dunkirk (Chiến dịch Dynamo) vào tháng 5 năm 1940, Javelin và các tàu khu trục khác đã cứu vớt những người sống sót từ chiếc SS Abukir bị đánh chìm.
Vào cuối tháng 11 năm 1940, Chi hạm đội Khu trục 5, bao gồm Javelin, Jupiter, Jackal, Jersey và Kashmir, dưới quyền chỉ huy của Đại tá Hải quân Lord Louis Mountbatten, đã hoạt động ngoài khơi Plymouth. Chi hạm đội đã đối đầu với các tàu khu trục Đức Karl Galster, Hans Lody và Richard Beitzen. Javelin đã bị hư hại nặng do trúng ngư lôi và hải pháo của tàu khu trục đối phương, bị mật cả phần mũi và phần đuôi tàu. Con tàu chỉ còn lại 155 foot (47 m) trong số 353 foot (108 m) nguyên thủy có thể nổi được, và nó được kéo về cảng. Javelin bị loại khỏi hoạt động trong gần một năm.
Sau khi được sửa chữa, Javelin tham gia Chiến dịch Ironclad để đổ bộ lên Madagascar vào tháng 5 năm 1942. Nó cũng tham gia Chiến dịch Vigorous không thành công nhằm mục đích chuyển một đoàn tàu tiếp liệu đến Malta đang bị phong tỏa vào tháng 6 năm 1942. Nó cùng với tàu khu trục HMS Kelvin đã tham gia tiêu diệt một đoàn tàu vận tải Ý trong đêm 19 tháng 1 năm 1943.
Thủy thủ đoàn của Javelin đã làm binh biến vào ngày 17 tháng 10 năm 1945 khi con tàu đang thả neo ngoài khơi Rhodes; nhiều người đã bị tòa án binh kết án phạt. Javelin bị bán để tháo dỡ vào ngày 11 tháng 6 năm 1949. Việc tháo dỡ được tiến hành tại 
Troon, Scotland.